# Gemena
Gemena a Kongói Demokratikus Köztársaság városa és az új alkotmány által létrehozott Dél-Ubangi tartomány fővárosa (a város 2015-ig az Egyenlítői tartomány városa). A város nemzeti nyelve a lingala.
A városnak jelentős repülőtere van (IATA: GMA, ICAO: FZFK).
Mobutu Sese Seko anyja Gemenában halt meg 1971-ben; emlékére egy nagy mauzóleumot építettek.
A város egyben katonai helyőrség is;  a Kongói Demokratikus Köztársaság fegyveres erejének van itt zászlóalja 2007 óta.

## A népesség változása
- 1994.: 689 427
- 2004.: 1 130 347

## Területi felosztása
- Banga-Mungu
- Bowase
- Mbari
- Nguya